# آتشفشان آگیلرا
آتشفشان آگیلرا (به اسپانیایی: Volcán Aguilera) یک کوه و آتشفشان چینه‌ای در شیلی است که در استان اولتیما اسپرانزا واقع شده‌است. آتشفشان آگیلرا ۲٬۵۴۶ متر بالاتر از سطح دریا واقع شده‌است.